# Belomorsk
Belomorsk (em russo:  Беломо́рск; em carélio:  Šuomua; em finlandês:  Sorokka) é uma cidade da Rússia, o centro administrativo de um raion da República da Carélia. 
A cidade tem porto no Mar Branco, onde o canal Mar Branco-Mar Báltico começa. As linhas ferroviárias correm de Belomorsk para São Petersburgo, Murmansk e Vologda.